# Aeroportul Qamishli
Aeroportul Qamishli (în arabă مطار القامشلي) (IATA: KAC, ICAO: OSKL) este un aeroport din Qamishli, Qamishli Subdistrict⁠(d), Qamishli⁠(d), Guvernoratul Al-Hasaka, Siria ce deservește zona Qamishli.
Situat la o altitudine de 451 m, aeroportul dispune de o singură pistă. Este operat de Syrian Arab Air Force⁠(d).